# Имейл хостинг
Имейл хостинг (на английски: email hosting) е услуга предлагана от хостинг-компаниите. Тя се закупува най-често, за да може да избегне ползването на услугите на безплатните уеб пощи в Интернет. Друга причина е, за да може е-mail адресът name@domain.tld да бъде и с името на домейна, който потребителят е регистрирал. Повечето хостинг компании дават възможност за достъп до пощенските кутии през уеб интерфейс или чрез мейл-клиент инсталиран на компютъра на потребителя, използващ протоколите POP3 и IMAP. При имейл-хостинга потребителят има възможност за създаване на множество пощенски кутии с едно и също име на домейн.

## Имейл хостингът като част от уеб хостинг услугата
Популярна практика е имейл хостингът да бъде част от цялостна услуга уеб хостинг. Това е считано за удачен вариант за крайни потребители заради възможността уеб сайта и пощата да са на едно и също място. Част от клиентите на уеб хостинг компаниите, които са с натоварена онлайн комуникация избират да наемат специализиран сървър, който се използва само за мейл комуникация, вместо уеб сайтът и имейлите им да са на един и същ сървър.
Главна причина за закупуването на имейл хостинг, е възможността да използват имейл адреси вързани към домейна на компанията. Това спомага изключително много за подобряване на имиджа и по този начин, изглеждат много по-представително и професионално. Например пощенският адрес на някои от слжателите на фирмата може да бъде []. Имейл хостингът предоставя защита на комуникацията, както и възможности за настройка на пощите.

## Начин на работа
Имейл хостингът представлява хостинг решение, което използва специализирани сървъри, които отговарят за имейл комуникацията. Когато даден потребител регистрира своя домейн и иска да създаде имейл акаунт с него, тогава се обръща към използването на имейл хостинг. Много често имейл хостингът е част от уеб хостинг пакетите, които хостинг компаниите предлагат. В тези случаи имейл кореспонденцията и всичко свързано с пощите на потребителя, преминават през неговия хостинг план и сървъра, на който той е поместен. Когато даден потребител иска да използва специализирана имейл услуга, тогава цялата му комуникация преминава през сървър, който обслужва единствено имейл комуникацията.
За да използвате мейл (mail) услуга, са нужни две неща: мейл сървър и мейл клиент.
Мейл сървърът е софтуер, който работи на сървър (компютърна машина) и непрекъснато комуникира през Интернет. Той получава и обработва всеки имейл, получен от него и изпраща всеки имейл до съответния получател.
Мейл клиентът е приложението или програмата, която се използва, за да се преглеждат съобщения. Това може да е апликация на телефон, уеб мейл или десктоп апликация като Microsoft Outlook.

## Обикновена имейл услуга или специализирана
Голяма част от уеб хостинг компаниите предлагат имейл услуги като част от уеб хостинг плановете си. Например, потребител, който има споделен хостинг, може да влезе в контролния си панел и директно да създаде свой имейл акаунт, чрез който да управлява бизнес кореспонденцията си.
Тези т.нар. „обикновени“ имейл услуги крият в себе си доста предимства, тъй като са изключително лесни за създаване и управление. Също така, те позволяват фиксирането на квота за дадена пощенска кутия, лесни за настройване, като предлагат възможността за прикачване на домейн име към тях.
Що се отнася до недостатъците на този тип услуги, често те не са подходящ вариант за големи бизнеси, които се нуждаят от по-голяма гъвкавост и сигурност. При обикновените имейл услуги, потребителят трябва сам да инсталира криптиращ протокол, за да защити своята комуникация. Голяма част от услугите на пазара предлагат SPAM филтър, който често не е достатъчна защита за големите компании и организации, тъй като, освен спам писмата, блокира и легитимни имейли. Именно по-ниското ниво на защита може да доведе до запълване на квотата на дадена пощенска кутия със SPAM съобщения. Това, от своя страна, може да прекрати получаването на входящи имейли, докато не бъдат изтрити ненужните, или да се изразходи свободното дисково пространство на хостинг плана.
От друга страна, съществуват професионални имейл услуги, които предлагат много по-голяма гъвкавост и защита. Що се отнася до криптацията на имейл комуникацията, някои от специализираните имейл услуги на пазара предоставят двойно ниво на защита – между сървъра на подателя и сървъра на получателя, както и между дадено устройство и сървър. В допълнение, професионалните имейл решения използват различни сертификати за удостоверяване на подателя, специализирани филтри срещу спам съобщения и вируси, както и поддържат по-високи лимити за брой изпратени и получени писма!
Едно от най-големите предимства на професионалната поща е, че е автономна услуга. При пощенските акаунти на споделен хостинг, например, даден потребител може да попадне в спам листи поради действията на друг потребител, с когото споделят ресурсите на сървъра. Въпреки че, специализираните мейл услуги не изключват тази възможост, то вероятността е драстично по-малка.
Също така, качествените бизнес мейл решения обединяват в себе си множество различни канали за комуникация, което ги правят изключително подходящи за големи компании и организации, които искат да обединят и да водят цялата си кореспонденция от едно-единствено място.